# Irene Hayes
Irene Hayes (1896-16 de septiembre de 1975) fue una Ziegfeld girl y empresaria propietaria de Irene Hayes Wadley & Smythe, una importante floristería de Manhattan, y del Gallagher's Steak House tras la muerte de su marido, Jack Solomon.
Compró la floristería Wadley & Smythe en Park Avenue, añadiendo su nombre, ya que en aquella época no se permitían nuevos negocios en Park Avenue. "Las flores adecuadas hacen mucho bien y las equivocadas hacen mucho mal", solía decir. "Creo sinceramente que las flores, o más bien la falta de ellas, tienen el poder de cambiar el mapa del mundo. ¿Crees que Nerón habría quemado Roma si hubiera estado rodeado de la paz y la dulzura de la mimosa, los lirios y la acacia? Podría mencionar cualquier número de tiranos cuyas vidas habrían sido menos violentas si sólo hubieran amado las flores".
Participante activa en la escena social de Manhattan, era buena amiga de las Nordstrom Sisters. Hasta su muerte, en los años setenta, siempre tenía una mesa en el baile de Ziegfeld y residía en Manhattan, en su apartamento de Sutton Place.
Murió en el St. Vincent's Hospital de Greenwich Village, ciudad de Nueva York, a los 79 años de una aparente afección cardiaca y fue incinerada en Ferncliff.